# Doppelganger (personaggio)
Doppelganger, chiamato anche Spider-Doppelganger (poiché attualmente ha assunto le sembianze dell'Uomo Ragno), è un personaggio dei fumetti Marvel Comics. Appare per la prima volta nel primo volume di Infinity War (Guerra dell'Infinito).

## Biografia del personaggio
Doppelganger è un maligno duplicato dell'Uomo Ragno che è stato creato da Magus durante la battaglia conosciuta come Infinity War. Il Doppelganger possiede sei braccia e due gambe munite di artigli, zanne al posto dei denti, la forza e la velocità di Spider-Man, l'abilità di arrampicarsi sui muri e la capacità di produrre una tela tagliente come filo spinato. Si comporta come un animale e ringhia e sibila invece di parlare.
Il Doppelganger in principio era una creatura di un'altra dimensione in grado di assumere le forme e gli attributi di ogni essere, reale o astratto, finché Magus non riesce ad acquisire il potere di trasformare queste creature in mostruose copie dei supereroi dell'Infinity War e le invia sulla Terra ad attaccare i loro "originali". Doppelganger interrompe una lotta tra l'Uomo Ragno e Hobgoblin, il quale trafigge la creatura su una recinzione. Dopo la battaglia, il Mutaforma è recuperato dal demoniaco Demogoblin che lo infonde di energia soprannaturale, consentendogli di rimanere nella dimensione della Terra e di non scomparire come tutte le altre copie corrotte. Demogoblin stringe un legame psichico con il Doppelganger e gli trasmette il suo rancore per Hobgoblin, sentimento che trascinerà entrambi in una caotica battaglia in cui Ghost Rider e Blaze combattono un gruppo di demoniaci Deathspawn e Venom. Sia Doppelganger che Demogoblin infatti, mentre combattono contro l'Uomo Ragno che cerca di difendere Hobgoblin, vengono tirati nel sottosuolo dai Deathspawn.
Dopo essere stato separato dal Demogoblin, il Mutaforma viene attaccato da Carnage che inizialmente lo aveva scambiato per l'Uomo Ragno (Maximum Carnage). Tuttavia Shriek, la folle compagna di Carnage, lo prende in simpatia e lo adotta come "figlio" per seminare caos in giro. Grazie al legame psichico, il Doppelganger viene raggiunto da Demogoblin il quale si unisce alla combriccola di assassini che in seguito arruola anche Carrion: il nuovo gruppo crea il panico a New York uccidendo in massa persone innocenti e cerca di uccidere l'Uomo Ragno che da parte sua viene aiutato da Venom, Gatta Nera, Cloak e Dagger, Morbius, Firestar, Deathlok, Nightwatch, Pugno d'Acciaio e Capitan America. Ma nel gruppo si litiga spesso con il leader Carnage a causa di idee differenti e Doppelganger prende le parti di Demogoblin prima e di Shriek poi, avendoci stretto un forte legame affettivo. Durante un litigio tra Carnage e Shriek, dove l'alieno punisce brutalmente la ragazza per aver avuto un atteggiamento ribelle nei suoi confronti, Doppelganger interviene ancora in difesa di quest'ultima e Carnage decide di colpirlo a morte infilzandogli il ventre con i suoi mutevoli filamenti e gettarlo per strada dal tetto di un alto edificio. Carnage e gli altri furono sconfitti poco dopo.
Doppelganger ritorna nella mini-serie Carnage: Faida di Famiglia, unendosi nuovamente a Shriek e Carnage.

## Poteri e abilità
Essendo un sosia di Spider-Man, possiede tutte le sue caratteristiche.